# رابرت اندرسن
رابرت اندرسن (انگلیسی: Robert Anderson; ۱۴ ژوئن ۱۸۰۵ – ۲۶ اکتبر ۱۸۷۱) فرد نظامی اهل ایالات متحده آمریکا بود.

## زندگی و مرگ
پس از جنگ ، اندرسن یکی از اصحاب نظامی لژیون وفادار ایالات متحده شد. در سال ۱۸۶۹ ، او در مورد آینده ارتش ایالات متحده با سیلوانوس تایلر گفتگو کرد. پس از آن ، آنها به تأسیس انجمن فارغ التحصیلان آکادمی نظامی (AoG) کمک کردند.

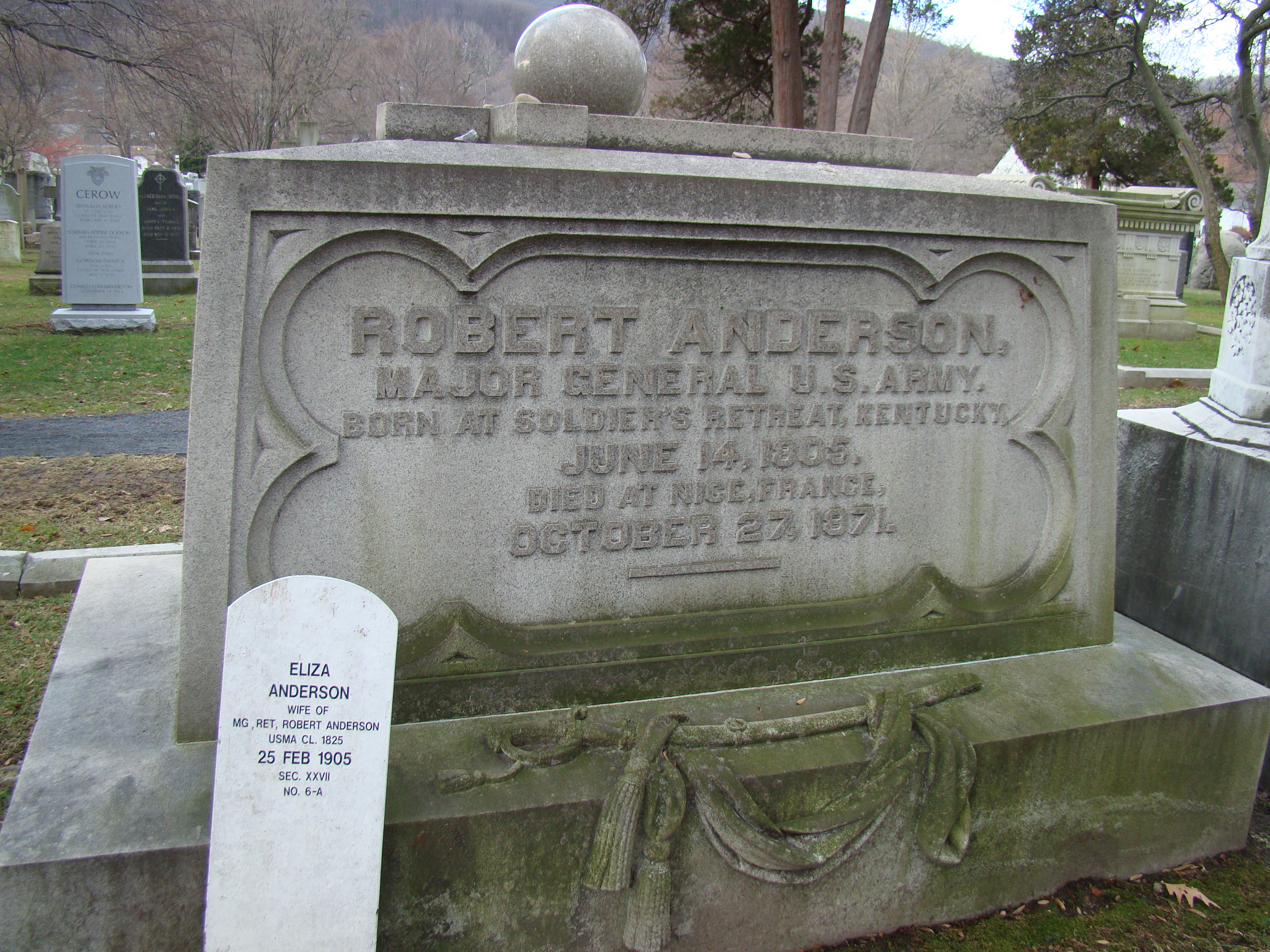

اندرسون در نیس فرانسه درگذشت.  او را در قبرستان وست پوینت به خاک سپردند.